# Coupe d'Allemagne de football 2020-2021
Navigation
Édition précédente Édition suivante
La Coupe d'Allemagne de football 2020-2021 est la 78e édition de la Coupe d'Allemagne de football (DFB-Pokal) dont le tenant du titre est le Bayern Munich.
Le vainqueur reçoit une place pour la phase de groupes de la Ligue Europa 2021-2022, dans la mesure où il n'est pas qualifié pour la Ligue des champions par l'intermédiaire des quatre premières places du championnat. Dans ce cas, la place reviendrait au club classé septième du championnat.
La compétition débute avec le premier tour le 11 septembre 2020 et se clôt par la finale, le 13 mai 2021, à l'Olympiastadion Berlin.

## Calendrier
| Tour | Nom                 | Dates retenues                            | Équipes participantes | Équipes gagnantes |
| 1    | Premier tour        | Du 11 septembre 2020 au 14 septembre 2020 | 64                    | 32                |
| 2    | Deuxième tour       | Les 22 décembre 2020 au 23 décembre 2020  | 32                    | 16                |
| 3    | Huitièmes de finale | Les 2 février 2021 au 3 février 2021      | 16                    | 8                 |
| 4    | Quarts de finale    | Les 2 mars 2021 et 3 mars 2021            | 8                     | 4                 |
| 5    | Demi-finale         | Les 1er mai 2021 et 2 mai 2021            | 4                     | 2                 |
| 6    | Finale              | Le 13 mai 2021                            | 2                     | 1                 |

## Clubs participants
| Par les championnats nationaux | Par les championnats nationaux | Par les championnats nationaux | Par les championnats nationaux | Par les championnats nationaux | Par les championnats nationaux | Par les championnats nationaux | Par les championnats nationaux | Par les championnats nationaux | Par les championnats nationaux | Par les championnats nationaux | Par les championnats nationaux |
| --- | --- | --- | --- | --- | --- | --- | --- | --- | --- | --- | --- |
| - 18 clubs de Bundesliga 2019-2020 : - Bayern Munich - RB Leipzig - Borussia Dortmund - Fortuna Düsseldorf - TSG Hoffenheim - Hertha Berlin - SC Fribourg - Werder Brême - Borussia Mönchengladbach - Schalke 04 - Eintracht Francfort - Bayer Leverkusen - FC Augsburg - FSV Mayence - VfL Wolfsburg - Union Berlin - SC Paderborn - FC Cologne | - 18 clubs de Bundesliga 2019-2020 : - Bayern Munich - RB Leipzig - Borussia Dortmund - Fortuna Düsseldorf - TSG Hoffenheim - Hertha Berlin - SC Fribourg - Werder Brême - Borussia Mönchengladbach - Schalke 04 - Eintracht Francfort - Bayer Leverkusen - FC Augsburg - FSV Mayence - VfL Wolfsburg - Union Berlin - SC Paderborn - FC Cologne | - 18 clubs de Bundesliga 2019-2020 : - Bayern Munich - RB Leipzig - Borussia Dortmund - Fortuna Düsseldorf - TSG Hoffenheim - Hertha Berlin - SC Fribourg - Werder Brême - Borussia Mönchengladbach - Schalke 04 - Eintracht Francfort - Bayer Leverkusen - FC Augsburg - FSV Mayence - VfL Wolfsburg - Union Berlin - SC Paderborn - FC Cologne | - 18 clubs de Bundesliga 2019-2020 : - Bayern Munich - RB Leipzig - Borussia Dortmund - Fortuna Düsseldorf - TSG Hoffenheim - Hertha Berlin - SC Fribourg - Werder Brême - Borussia Mönchengladbach - Schalke 04 - Eintracht Francfort - Bayer Leverkusen - FC Augsburg - FSV Mayence - VfL Wolfsburg - Union Berlin - SC Paderborn - FC Cologne | - 18 clubs de 2. Bundesliga 2019-2020 : - FC Nuremberg - VfB Stuttgart - Hanovre 96 - Dynamo Dresden - Greuther Fürth - VfL Bochum - Hambourg SV - FC Heidenheim - FC St. Pauli - SV Sandhausen - Erzgebirge Aue - Arminia Bielefeld - SSV Jahn Ratisbonne - Holstein Kiel - SV Darmstadt - VfL Osnabrück - Karlsruher SC - SV Wehen Wiesbaden | - 18 clubs de 2. Bundesliga 2019-2020 : - FC Nuremberg - VfB Stuttgart - Hanovre 96 - Dynamo Dresden - Greuther Fürth - VfL Bochum - Hambourg SV - FC Heidenheim - FC St. Pauli - SV Sandhausen - Erzgebirge Aue - Arminia Bielefeld - SSV Jahn Ratisbonne - Holstein Kiel - SV Darmstadt - VfL Osnabrück - Karlsruher SC - SV Wehen Wiesbaden | - 18 clubs de 2. Bundesliga 2019-2020 : - FC Nuremberg - VfB Stuttgart - Hanovre 96 - Dynamo Dresden - Greuther Fürth - VfL Bochum - Hambourg SV - FC Heidenheim - FC St. Pauli - SV Sandhausen - Erzgebirge Aue - Arminia Bielefeld - SSV Jahn Ratisbonne - Holstein Kiel - SV Darmstadt - VfL Osnabrück - Karlsruher SC - SV Wehen Wiesbaden | - 18 clubs de 2. Bundesliga 2019-2020 : - FC Nuremberg - VfB Stuttgart - Hanovre 96 - Dynamo Dresden - Greuther Fürth - VfL Bochum - Hambourg SV - FC Heidenheim - FC St. Pauli - SV Sandhausen - Erzgebirge Aue - Arminia Bielefeld - SSV Jahn Ratisbonne - Holstein Kiel - SV Darmstadt - VfL Osnabrück - Karlsruher SC - SV Wehen Wiesbaden | - 4 premiers de 3. Liga 2019-2020 : - Würzburger Kickers - Eintracht Brunswick - FC Ingolstadt - MSV Duisbourg | - 4 premiers de 3. Liga 2019-2020 : - Würzburger Kickers - Eintracht Brunswick - FC Ingolstadt - MSV Duisbourg | - 4 premiers de 3. Liga 2019-2020 : - Würzburger Kickers - Eintracht Brunswick - FC Ingolstadt - MSV Duisbourg | - 4 premiers de 3. Liga 2019-2020 : - Würzburger Kickers - Eintracht Brunswick - FC Ingolstadt - MSV Duisbourg |
| Par ligues régionales | | | | | | | | | | | |
| - SV Waldhof Mannheim Vainqueur de la coupe du pays de Bade 2019-2020 - TSV 1860 MunichVainqueur de la coupe du pays de Bavière 2019-2020 - 1. FC SchweinfurtVice-champion de Regionalliga Bavière 2018-2019 - FSV Union Fürstenwalde Vainqueur de la coupe de Brandebourg 2019-2020 - FC Oberneuland Vainqueur de la coupe de Brême 2019-2020 - Eintracht Norderstedt Vainqueur de la coupe de Hambourg 2019-2020 - TSV Steinbach Haiger Vainqueur de la coupe de Hesse 2019-2020 - FC Hansa Rostock Vainqueur de la coupe de Mecklembourg-Poméranie-Occidentale 2019-2020 - 1. FC Düren Vainqueur de la coupe du Rhin moyen 2019-2020 - Rot-Weiss Essen Vainqueur de la coupe du bas Rhin 2019-2020 - MTV Eintracht Celle Vainqueur de la coupe de Basse-Saxe (1) 2019-2020 - TSV Havelse Vainqueur de la coupe de Basse-Saxe (2) 2019-2020 | - SV Waldhof Mannheim Vainqueur de la coupe du pays de Bade 2019-2020 - TSV 1860 MunichVainqueur de la coupe du pays de Bavière 2019-2020 - 1. FC SchweinfurtVice-champion de Regionalliga Bavière 2018-2019 - FSV Union Fürstenwalde Vainqueur de la coupe de Brandebourg 2019-2020 - FC Oberneuland Vainqueur de la coupe de Brême 2019-2020 - Eintracht Norderstedt Vainqueur de la coupe de Hambourg 2019-2020 - TSV Steinbach Haiger Vainqueur de la coupe de Hesse 2019-2020 - FC Hansa Rostock Vainqueur de la coupe de Mecklembourg-Poméranie-Occidentale 2019-2020 - 1. FC Düren Vainqueur de la coupe du Rhin moyen 2019-2020 - Rot-Weiss Essen Vainqueur de la coupe du bas Rhin 2019-2020 - MTV Eintracht Celle Vainqueur de la coupe de Basse-Saxe (1) 2019-2020 - TSV Havelse Vainqueur de la coupe de Basse-Saxe (2) 2019-2020 | - SV Waldhof Mannheim Vainqueur de la coupe du pays de Bade 2019-2020 - TSV 1860 MunichVainqueur de la coupe du pays de Bavière 2019-2020 - 1. FC SchweinfurtVice-champion de Regionalliga Bavière 2018-2019 - FSV Union Fürstenwalde Vainqueur de la coupe de Brandebourg 2019-2020 - FC Oberneuland Vainqueur de la coupe de Brême 2019-2020 - Eintracht Norderstedt Vainqueur de la coupe de Hambourg 2019-2020 - TSV Steinbach Haiger Vainqueur de la coupe de Hesse 2019-2020 - FC Hansa Rostock Vainqueur de la coupe de Mecklembourg-Poméranie-Occidentale 2019-2020 - 1. FC Düren Vainqueur de la coupe du Rhin moyen 2019-2020 - Rot-Weiss Essen Vainqueur de la coupe du bas Rhin 2019-2020 - MTV Eintracht Celle Vainqueur de la coupe de Basse-Saxe (1) 2019-2020 - TSV Havelse Vainqueur de la coupe de Basse-Saxe (2) 2019-2020 | - SV Waldhof Mannheim Vainqueur de la coupe du pays de Bade 2019-2020 - TSV 1860 MunichVainqueur de la coupe du pays de Bavière 2019-2020 - 1. FC SchweinfurtVice-champion de Regionalliga Bavière 2018-2019 - FSV Union Fürstenwalde Vainqueur de la coupe de Brandebourg 2019-2020 - FC Oberneuland Vainqueur de la coupe de Brême 2019-2020 - Eintracht Norderstedt Vainqueur de la coupe de Hambourg 2019-2020 - TSV Steinbach Haiger Vainqueur de la coupe de Hesse 2019-2020 - FC Hansa Rostock Vainqueur de la coupe de Mecklembourg-Poméranie-Occidentale 2019-2020 - 1. FC Düren Vainqueur de la coupe du Rhin moyen 2019-2020 - Rot-Weiss Essen Vainqueur de la coupe du bas Rhin 2019-2020 - MTV Eintracht Celle Vainqueur de la coupe de Basse-Saxe (1) 2019-2020 - TSV Havelse Vainqueur de la coupe de Basse-Saxe (2) 2019-2020 | - SV Waldhof Mannheim Vainqueur de la coupe du pays de Bade 2019-2020 - TSV 1860 MunichVainqueur de la coupe du pays de Bavière 2019-2020 - 1. FC SchweinfurtVice-champion de Regionalliga Bavière 2018-2019 - FSV Union Fürstenwalde Vainqueur de la coupe de Brandebourg 2019-2020 - FC Oberneuland Vainqueur de la coupe de Brême 2019-2020 - Eintracht Norderstedt Vainqueur de la coupe de Hambourg 2019-2020 - TSV Steinbach Haiger Vainqueur de la coupe de Hesse 2019-2020 - FC Hansa Rostock Vainqueur de la coupe de Mecklembourg-Poméranie-Occidentale 2019-2020 - 1. FC Düren Vainqueur de la coupe du Rhin moyen 2019-2020 - Rot-Weiss Essen Vainqueur de la coupe du bas Rhin 2019-2020 - MTV Eintracht Celle Vainqueur de la coupe de Basse-Saxe (1) 2019-2020 - TSV Havelse Vainqueur de la coupe de Basse-Saxe (2) 2019-2020 | - SV Waldhof Mannheim Vainqueur de la coupe du pays de Bade 2019-2020 - TSV 1860 MunichVainqueur de la coupe du pays de Bavière 2019-2020 - 1. FC SchweinfurtVice-champion de Regionalliga Bavière 2018-2019 - FSV Union Fürstenwalde Vainqueur de la coupe de Brandebourg 2019-2020 - FC Oberneuland Vainqueur de la coupe de Brême 2019-2020 - Eintracht Norderstedt Vainqueur de la coupe de Hambourg 2019-2020 - TSV Steinbach Haiger Vainqueur de la coupe de Hesse 2019-2020 - FC Hansa Rostock Vainqueur de la coupe de Mecklembourg-Poméranie-Occidentale 2019-2020 - 1. FC Düren Vainqueur de la coupe du Rhin moyen 2019-2020 - Rot-Weiss Essen Vainqueur de la coupe du bas Rhin 2019-2020 - MTV Eintracht Celle Vainqueur de la coupe de Basse-Saxe (1) 2019-2020 - TSV Havelse Vainqueur de la coupe de Basse-Saxe (2) 2019-2020 | - FV Engers 07 Vainqueur de la coupe de Rhénanie 2019-2020 - SV Elversberg Vainqueur de la coupe de Sarre 2019-2020 - Chemnitzer FC Vainqueur de la coupe de Saxe 2019-2020 - FC Magdebourg Vainqueur de la coupe de Saxe-Anhalt 2019-2020 - SV Todesfelde Vainqueur de la coupe du Schleswig-Holstein 2019-2020 - 1. FC Rielasingen-Arlen Vainqueur de la coupe du pays de Bade du sud 2019-20209 - FC KaiserslauternVainqueur de la coupe du Sud-Ouest 2019-2020 - FC Carl Zeiss Iéna Vainqueur de la coupe de Thuringe 2019-2020 - VSG Altglienicke Vainqueur de la coupe de Berlin 2019-2020 - RSV Meinerzhagen Vainqueur de la coupe de Westphalie 2019-2020 - SC Wiedenbrück Finaliste des barrages de Westphalie 2019-20209' - SSV Ulm Vainqueur de la coupe de Wurtemberg 2019-2020 | - FV Engers 07 Vainqueur de la coupe de Rhénanie 2019-2020 - SV Elversberg Vainqueur de la coupe de Sarre 2019-2020 - Chemnitzer FC Vainqueur de la coupe de Saxe 2019-2020 - FC Magdebourg Vainqueur de la coupe de Saxe-Anhalt 2019-2020 - SV Todesfelde Vainqueur de la coupe du Schleswig-Holstein 2019-2020 - 1. FC Rielasingen-Arlen Vainqueur de la coupe du pays de Bade du sud 2019-20209 - FC KaiserslauternVainqueur de la coupe du Sud-Ouest 2019-2020 - FC Carl Zeiss Iéna Vainqueur de la coupe de Thuringe 2019-2020 - VSG Altglienicke Vainqueur de la coupe de Berlin 2019-2020 - RSV Meinerzhagen Vainqueur de la coupe de Westphalie 2019-2020 - SC Wiedenbrück Finaliste des barrages de Westphalie 2019-20209' - SSV Ulm Vainqueur de la coupe de Wurtemberg 2019-2020 | - FV Engers 07 Vainqueur de la coupe de Rhénanie 2019-2020 - SV Elversberg Vainqueur de la coupe de Sarre 2019-2020 - Chemnitzer FC Vainqueur de la coupe de Saxe 2019-2020 - FC Magdebourg Vainqueur de la coupe de Saxe-Anhalt 2019-2020 - SV Todesfelde Vainqueur de la coupe du Schleswig-Holstein 2019-2020 - 1. FC Rielasingen-Arlen Vainqueur de la coupe du pays de Bade du sud 2019-20209 - FC KaiserslauternVainqueur de la coupe du Sud-Ouest 2019-2020 - FC Carl Zeiss Iéna Vainqueur de la coupe de Thuringe 2019-2020 - VSG Altglienicke Vainqueur de la coupe de Berlin 2019-2020 - RSV Meinerzhagen Vainqueur de la coupe de Westphalie 2019-2020 - SC Wiedenbrück Finaliste des barrages de Westphalie 2019-20209' - SSV Ulm Vainqueur de la coupe de Wurtemberg 2019-2020 | - FV Engers 07 Vainqueur de la coupe de Rhénanie 2019-2020 - SV Elversberg Vainqueur de la coupe de Sarre 2019-2020 - Chemnitzer FC Vainqueur de la coupe de Saxe 2019-2020 - FC Magdebourg Vainqueur de la coupe de Saxe-Anhalt 2019-2020 - SV Todesfelde Vainqueur de la coupe du Schleswig-Holstein 2019-2020 - 1. FC Rielasingen-Arlen Vainqueur de la coupe du pays de Bade du sud 2019-20209 - FC KaiserslauternVainqueur de la coupe du Sud-Ouest 2019-2020 - FC Carl Zeiss Iéna Vainqueur de la coupe de Thuringe 2019-2020 - VSG Altglienicke Vainqueur de la coupe de Berlin 2019-2020 - RSV Meinerzhagen Vainqueur de la coupe de Westphalie 2019-2020 - SC Wiedenbrück Finaliste des barrages de Westphalie 2019-20209' - SSV Ulm Vainqueur de la coupe de Wurtemberg 2019-2020 | - FV Engers 07 Vainqueur de la coupe de Rhénanie 2019-2020 - SV Elversberg Vainqueur de la coupe de Sarre 2019-2020 - Chemnitzer FC Vainqueur de la coupe de Saxe 2019-2020 - FC Magdebourg Vainqueur de la coupe de Saxe-Anhalt 2019-2020 - SV Todesfelde Vainqueur de la coupe du Schleswig-Holstein 2019-2020 - 1. FC Rielasingen-Arlen Vainqueur de la coupe du pays de Bade du sud 2019-20209 - FC KaiserslauternVainqueur de la coupe du Sud-Ouest 2019-2020 - FC Carl Zeiss Iéna Vainqueur de la coupe de Thuringe 2019-2020 - VSG Altglienicke Vainqueur de la coupe de Berlin 2019-2020 - RSV Meinerzhagen Vainqueur de la coupe de Westphalie 2019-2020 - SC Wiedenbrück Finaliste des barrages de Westphalie 2019-20209' - SSV Ulm Vainqueur de la coupe de Wurtemberg 2019-2020 | - FV Engers 07 Vainqueur de la coupe de Rhénanie 2019-2020 - SV Elversberg Vainqueur de la coupe de Sarre 2019-2020 - Chemnitzer FC Vainqueur de la coupe de Saxe 2019-2020 - FC Magdebourg Vainqueur de la coupe de Saxe-Anhalt 2019-2020 - SV Todesfelde Vainqueur de la coupe du Schleswig-Holstein 2019-2020 - 1. FC Rielasingen-Arlen Vainqueur de la coupe du pays de Bade du sud 2019-20209 - FC KaiserslauternVainqueur de la coupe du Sud-Ouest 2019-2020 - FC Carl Zeiss Iéna Vainqueur de la coupe de Thuringe 2019-2020 - VSG Altglienicke Vainqueur de la coupe de Berlin 2019-2020 - RSV Meinerzhagen Vainqueur de la coupe de Westphalie 2019-2020 - SC Wiedenbrück Finaliste des barrages de Westphalie 2019-20209' - SSV Ulm Vainqueur de la coupe de Wurtemberg 2019-2020 |

1. ↑  La place en Coupe a été donnée le 27 Octobre 2020 à l'équipe classée première de la ligue, après l'annulation de la saison 2020-2021, et la décision de la continuité des points de la saison 2019-2020 sans le Türkgücü Munich qui est promu. Le Türkgücü Munich contestera la décision, qui sera confirmée en appel[2],[3].

- - Les ligues avec le grand nombre d'équipes ont chacune deux représentants (Bavière, Basse-Saxe et Westphalie)

## Résultats

### Premier tour
Le premier tour se déroule du 11 au 14 septembre 2020. Le tirage au sort a lieu le 26 juillet 2020.
| Club recevant           | Score                | Club visiteur            |
| ----------------------- | -------------------- | ------------------------ |
| FSV Mayence             | 5 - 1                | TSV Havelse              |
| Eintracht Brunswick     | 5 - 4                | Hertha Berlin            |
| FC Nuremberg            | 0 - 3                | RB Leipzig               |
| SV Todesfelde           | 0 - 1                | VfL Osnabrück            |
| Chemnitzer FC           | 2 - 2 ap (2 - 3 tab) | TSG Hoffenheim           |
| TSV 1860 Munich         | 1 - 2                | Eintracht Francfort      |
| FC Carl Zeiss Iéna      | 0 - 2                | Werder Brême             |
| SV Wehen Wiesbaden      | 1 - 0                | FC Heidenheim            |
| MTV Eintracht Celle     | 0 - 7                | FC Augsburg              |
| 1. FC Rielasingen-Arlen | 1 - 7                | Holstein Kiel            |
| FC Hansa Rostock        | 0 - 1                | VfB Stuttgart            |
| MSV Duisbourg           | 0 - 5                | Borussia Dortmund        |
| TSV Steinbach Haiger    | 1 - 2                | SV Sandhausen            |
| SSV Ulm                 | 2 - 0                | Erzgebirge Aue           |
| Dynamo Dresden          | 4 - 1                | Hambourg SV              |
| FV Engers 07            | 0 - 3                | VfL Bochum               |
| SV Waldhof Mannheim     | 1 - 2                | SC Fribourg              |
| FSV Union Fürstenwalde  | 1 - 4                | VfL Wolfsburg            |
| FC Oberneuland          | 0 - 8                | Borussia Mönchengladbach |
| SV Elversberg           | 4 - 2                | FC St. Pauli             |
| Eintracht Norderstedt   | 0 - 7                | Bayer Leverkusen         |
| Würzburger Kickers      | 2 - 3                | Hanovre 96               |
| FC Kaiserslautern       | 1 - 1 ap (2 - 3 tab) | SSV Jahn Ratisbonne      |
| VSG Altglienicke        | 0 - 6                | FC Cologne               |
| Rot-Weiss Essen         | 1 - 0                | Arminia Bielefeld        |
| FC Ingolstadt           | 0 - 1                | Fortuna Düsseldorf       |
| Karlsruher SC           | 0 - 1 ap             | Union Berlin             |
| FC Magdebourg           | 2 - 3 ap             | SV Darmstadt 98          |
| SC Wiedenbrück          | 0 - 5                | SC Paderborn             |
| Greuther Fürth          | . 6 - 1. ap          | RSV Meinerzhagen         |
| 1. FC Düren             | 0 - 3                | Bayern Munich            |
| Schalke 04              | 4 - 1                | 1. FC Schweinfurt        |

### Deuxième tour
Le deuxième tour se déroule du 22 au 23 décembre 2020. Le tirage au sort a lieu le 8 novembre 2020
| Club recevant       | Score                | Club visiteur            |
| ------------------- | -------------------- | ------------------------ |
| SSV Ulm             | 1 - 3                | Schalke 04               |
| Rot-Weiss Essen     | 3 - 2                | Fortuna Düsseldorf       |
| SV Elversberg       | 0 - 5                | Borussia Mönchengladbach |
| SV Wehen Wiesbaden  | 0 - 0 ap (2 - 4 tab) | SSV Jahn Ratisbonne      |
| Dynamo Dresden      | 0 - 3                | SV Darmstadt 98          |
| Union Berlin        | 2 - 3                | SC Paderborn             |
| VfB Stuttgart       | 1 - 0                | SC Fribourg              |
| Eintracht Brunswick | 0 - 2                | Borussia Dortmund        |
| Bayer Leverkusen    | 4 - 1                | Eintracht Francfort      |
| Hanovre 96          | 0 - 3                | Werder Brême             |
| FC Cologne          | 1 - 0                | VfL Osnabrück            |
| FSV Mayence         | 2 - 2 ap (0 - 3 tab) | VfL Bochum               |
| Holstein Kiel       | 2 - 2 ap (6 - 5 tab) | Bayern Munich            |
| FC Augsburg         | 0 - 3                | RB Leipzig               |
| TSG Hoffenheim      | 2 - 2 ap (6 - 7 tab) | Greuther Fürth           |
| VfL Wolfsburg       | 4 - 0                | SV Sandhausen            |

### Huitièmes de finale
Les huitièmes de finale se déroulent les 2 et 3 février 2021. Le tirage au sort a lieu le 3 janvier 2021.
| Club recevant       | Score                | Club visiteur            |
| ------------------- | -------------------- | ------------------------ |
| Rot-Weiss Essen     | 2 - 1 ap             | Bayer Leverkusen         |
| VfL Wolfsburg       | 1 - 0                | Schalke 04               |
| Holstein Kiel       | 1 - 1 ap (7 - 6 tab) | SV Darmstadt 98          |
| SSV Jahn Ratisbonne | 2 - 2 ap (4 - 3 tab) | FC Cologne               |
| VfB Stuttgart       | 1 - 2                | Borussia Mönchengladbach |
| Werder Brême        | 2 - 0                | Greuther Fürth           |
| RB Leipzig          | 4 - 0                | VfL Bochum               |
| Borussia Dortmund   | 3 - 2 ap             | SC Paderborn             |

### Quarts de finale
Les quarts de finale se déroulent les 2 et 3 mars 2021.
| Club recevant            | Score | Club visiteur     |
| ------------------------ | ----- | ----------------- |
| Borussia Mönchengladbach | 0 - 1 | Borussia Dortmund |
| Rot-Weiss Essen          | 0 - 3 | Holstein Kiel     |
| SSV Jahn Ratisbonne      | 0 - 1 | Werder Brême      |
| RB Leipzig               | 2 - 0 | VfL Wolfsburg     |

### Demi-finales
Les demi-finales se déroulent les 1er et 2 mai 2021.
| Club recevant     | Score       | Club visiteur |
| ----------------- | ----------- | ------------- |
| Werder Brême      | 1 - 2 a. p. | RB Leipzig    |
| Borussia Dortmund | 5 - 0       | Holstein Kiel |

### Finale
| 13 mai 2021 | RB Leipzig | 1 - 4   | Borussia Dortmund                 | Olympiastadion, Berlin |  |
| 20h00 CEST  | Olmo 71e   | (0 - 3) | 5e 45+1e Sancho · 28e 87e Haaland |                        |  |